# Linówko
Linówko – wieś w Polsce położona w województwie zachodniopomorskim, w powiecie stargardzkim, w gminie Ińsko, położona 5,5 km na południowy zachód Ińska (siedziby gminy) i 30 km na północny wschód od Stargardu (siedziby powiatu).
W latach 1975–1998 miejscowość administracyjnie należała do województwa szczecińskiego. 
Wieś leży na Pojezierzu Ińskim, nad jeziorem Linówko i jeziorem Ińsko w Ińskim Parku Krajobrazowym, — 184 mieszk. (2008). Przed 1945 rokiem wieś nosiła nazwę Klein Lienichen (niem). Na terenie sołectwa Linówko znajduje się rezerwat przyrody Bórbagno Miałka. Krajobraz wsi kształtują lasy, w większości bukowe, oraz rozległe pola położone na malowniczych wzniesieniach morenowych.

## Zabytki
- park dworski, pozostałość po dworze[4].